# Heure d'Afrique centrale
Pour les articles homonymes, voir CAT.
| Bleu clair | Heure du Cap-Vert (UTC−1) |
| Bleu       | Temps moyen de Greenwich (UTC±0)                                                                                               |
| Rouge      | Heure normale d'Europe centrale / Heure d'Afrique de l'Ouest (UTC+1)                                                           |
| Ocre       | Heure d'Afrique centrale / Heure normale d'Europe de l'Est / Heure normale d'Égypte / Heure normale d'Afrique du Sud / (UTC+2) |
| Vert       | Heure d'Afrique de l'Est (UTC+3)                                                                                               |
| Turquoise  | Heure de Maurice / Heure des Seychelles (UTC+4)                                                                                |

1. ↑  Les îles du Cap Vert se trouvent à l'ouest du continent africain.

1. 1 2  Maurice et les Seychelles se trouvent respectivement à l'est et au nord-est de Madagascar.

L'heure d'Afrique centrale (HAC ou CAT, de l'anglais : Central African Time) est un fuseau horaire utilisé dans le centre et le sud-est de l'Afrique. C'est l'un des noms du fuseau UTC+2, en avance de deux heures par rapport au temps universel coordonné, qui correspond aussi à l'heure d'Europe de l'Est.

## Pays concernés
L'heure d'Afrique centrale est utilisée par les pays suivants :
- Botswana
- Burundi
- République démocratique du Congo (régions orientales)
  - Kasaï-Occidental
  - Kasaï-Oriental
  - Katanga
  - Maniema
  - Nord-Kivu
  - Orientale
  - Sud-Kivu
- Malawi
- Mozambique
- Namibie, à partir de 2017[1].
- Rwanda
- Zambie
- Zimbabwe

## Géographie
Un grand nombre des pays de cette zone se trouvent à proximité de l'équateur. Ils ne constatent donc pas tout au long de l'année de variations significatives dans la durée du jour et de la nuit.